# Cosmologia di Dungeons & Dragons

Lo schema dei piani come presentati nel Player's Handbook del 1978. Al centro (il numero 1) Il Primo Piano Materiale, circondato dal Piano Etereo (il numero 8) che lo mette in contatto con i Piani Interni (dal numero 2 al 7), il Piano Astrale (il numero 9) e la ruota dei Piani Esterni (dal 10 al 25)

La cosmologia di Dungeons & Dragons descrive la struttura dei piani del multiverso in cui è ambientato tale gioco di ruolo fantasy.
I vari tipi di piano, come interno, esterno, etereo, primo materiale ed astrale furono introdotti fin dalle prime edizioni del gioco. Inizialmente c'erano solo quattro piani interni e un numero imprecisato di piani esterni. Questa situazione si evolse nella cosmologia della Grande ruota ("Greath Wheel"). La quarta edizione utilizzò una cosmologia più semplificato con soli sei piani principali, detta World Axis Cosmology. La quinta edizione è tornata ad una versione della Grande Ruota.
Inoltre alcune delle ambientazioni hanno cosmologie radicalmente differenti da quella "standard" descritta in questa voce. Per esempio Eberron ha un totale di diciassette piani, la maggior parte dei quali unici dell'ambientazione.

## Storia editoriale

### Origini
Accenni ai piani esterni comparvero fin dall'inizio di Dungeons & Dragons, generalmente come giustificazione per l'origine di mostri come diavoli, demoni, slaad e simili o come razionalizzazione per il funzionamento di alcuni incantesimi, vedi per esempi la descrizione dell'incantesimo Astral Spell nel supplemento Greyhawk (Gary Gygax e Robert Kuntz, 1975). Ci furono piani per la pubblicazione di un'avventura basata sul Piano delle Ombre e di una serie di avventure planari ambientate in Greyhawk, che però non si concretizzarono mai a causa degli impegni di Gary Gygax nella gestione del lato commerciale della TSR che gli lasciarono sempre meno tempo per l'attività creativa..

### La Grande Ruota

La Grande Ruota presentati nel Player's Handbook del 2014.

La cosmologia della Grande Ruota fu delineata per la prima volta sul numero 8 di The Dragon del luglio 1977, dove nell'articolo Planes: The Concepts of Spatial, Temporal and Physical Relationships in D&D  Gary Gygax presentò una breve descrizione del Piano Astrale, Etereo, Primo Materiale, nonché dei Piani Interni ed Esterni insieme ad uno schema che ne rappresenta i rapporti.. Questo schema fu ripreso nel Player's Handbook della prima edizione di AD&D (giugno 1978) e quindi nel Deities & Demigods (James M. Ward e Robert J. Kuntz, 1980) che aggiunse il Piano delle Ombre, i Piani Paraelmentari, alcune informazioni sull'effetto dei piani sul combattimento e tabelle di incontri casuali. Mostri con origini planari comparvero nel Monster Manual (Gary Gyax, 1977), nel Monster Manual II (Gary Gygax, 1983) e nel Fiend Folio (Don Turnbull, 1981)
La prima avventura ufficiale nella quale gli avventurieri hanno l'occasione di visitare un piano esterno fu in Q1: Queen of the Demonweb Pits (David C. Sutherland III e Gary Gygax, 1980), in parte ambientato nell'Abisso, mentre in T1-4: The Temple of Elemental Evil (Gary Gygax e Frank Mentzer, 1985) compaiono quattro piccoli piani (i Node of elemental evil) creati dal mago malvagio antagonista dei personaggi. Il Piano Astrale fu dettagliato nell'articolo The Astral Plane su Dragon n. 67 da Roger E. Moore (novembre 1982), mentre Ed Greenwood descrisse i Nove Inferni sui numeri 75 (luglio 1983) e 76 (agosto 1983).
Per raccogliere in maniera organica il materiale finora pubblicato e riorganizzarlo, in particolare per quanto riguarda l'effetto dei piani sui vari incantesimi, fu pubblicata nel 1987 il primo Manual of the Planes (Jeff Grubb, 1987), che descrisse in dettaglio la Cosmologia della Grande Ruota. Questa fu considerata quella standard per entrambe le edizioni di AD&D e per D&D 3.0 e 3.5. In una serie di articoli pubblicati su Dragon, Grubb iniziò ad espandere il materiale pubblicato, ma interruppe dopo solo tre numeri e fu pubblicata un'antologia di brevi avventure di vari autori, OP1 Tales of the Outer Planes (1988).

### Planescape
Il Manual of the Planes fu grandemente espanso da David "Zeb" Cook nel 1994 per la seconda edizione di AD&D. Cook fu incaricato di sviluppare il materiale sui piani in una vera e propria campagna autonoma, piuttosto che essere una semplice guida geografica a varie locazioni come era il Manual of Planes. Il risultato fu l'ambientazione Planescape basata sulla città di Sigil situata al centro del multiverso. Cook mantenne in gran parte la struttura del multiverso come descritta da Grubb, privilengiando però la giocabilità delle varie locazioni planari e cercando di renderle giocabili anche a personaggi di basso livello.  Molti dei piani esterni furono rinominati rimuovendo i riferimenti diretti a religioni reali. L'ambientazione fu pubblicata fino al 1998 e diversi supplementi approfondirono diversi piani e i loro abitanti.

#### Seconda edizione del Manual of the Planes
Nel 2001 la Wizards of the Coast pubblicò una nuova versione del Manual of the Planes (Jeff Grubb, Bruce R. Coldell e David Noonan) per D&D 3.0, che mantenne la struttura della Grande Ruota, ma la presentò con molte opzioni modulari per permettere ai master di personalizzarla secondo i propri gusti. Quest'edizione fu tradotta in italiano come Manuale dei piani nel

#### Terza edizione del Manual of the Planes
L'edizione del Manual of the Planes per la quarta edizione di D&D devia notevolmente dalla cosmologia della Grande Ruota, pur mantenendo il ruolo di Sigil come città centro dei viaggi planari. In luogo dei Piani Interni ed Esterni organizzati circolarmente questi sono invece separati e contenuti all'interno rispettivamente del Mare del Caos Elementale e del Mare Astrale. Lo Shadowfell e il Feywild sono inoltre aggiunti come dimensioni che compenetrano il Primo Elementale.